# Interferó alfa 2b
Interferon alfa 2b és un medicament antiviral originalment descobert al laboratori de Charles Weissmann a la Universitat de Zurich, desenvolupat en Biogen, i en última instància, comercialitzat per Schering-Plough amb el nom comercial de Intron-A. S'ha utilitzat per a una àmplia gamma d'indicacions, incloent les infeccions virals i càncers.
Aquest medicament ha sigut aprovat a tot el món per al tractament de l'hepatitis C crònica, hepatitis B crònica, la leucèmia de cèl·lules piloses, leucèmia mieloide crònica, mieloma múltiple, limfoma, tumor carcinoide i el melanoma maligne.

## Productes
| Products Interferon alfa-2b | Products Interferon alfa-2b | Products Interferon alfa-2b                   | Products Interferon alfa-2b    |
| Productes                   | Fabricant                   | Característiques                              | Usos especials                 |
| --------------------------- | --------------------------- | --------------------------------------------- | ------------------------------ |
| Alpharona                   | Pharmaclon                  |                                               |                                |
| Intron-A/IntronA            | Schering-Plough             |                                               |                                |
| Realderon                   | Teva                        |                                               |                                |
| Reaferon EC                 | GNC Vector                  |                                               |                                |
| Reaferon EC-Lipint          | Vector-Medica               | liposomal                                     |                                |
| Infagel                     | Vector-Medica               | ungüent                                       |                                |
| Recolin                     | Vector-Medica               |                                               |                                |
| Altevir                     | Bioprocess subsidiary       | líquids, lliures d'HSA albúmina sèrica humana |                                |
| Viferon                     | Feron                       | supositori o ungüent amb vitamins C, E        | viral, bacterial, chlamydiosis |
| Kipferon                    | Alfarm                      | combinació amb IgM, IgA, IgG                  |                                |
| Giaferon                    | A/S Vitafarma               |                                               |                                |
| Genferon                    | Biocad                      |                                               |                                |
| Grippferon                  | Firn-M                      | formulació nasal                              | grip                           |
| Opthalamoferon              | Firn-M                      | amb dimedrol                                  | infeccions oculars             |
| Gerpferon                   | Firn-M                      | amb acyclovir, lidocaine ungüent              | herpes                         |